# ビバオール
『ビバオール』とは、イチゴ味の棒付きアイスクリームである。1970年代の販売当時は1本30円。

## 歴史
宮城県仙台市若林区に本社があった株式会社しまかげが1970年代に製造・販売し、南東北、新潟県一帯で売られていた氷菓である。しかし、しまかげが自社工場の度重なる火災により1997年にアイスクリーム製造から撤退し、幻のアイスとなった。その後、新潟市北区の株式会社セイヒョーが、しまかげの元関係者の協力を得て2004年3月に復刻版と復活させた。
しまかげから譲り受けた商標権とレシピの使用期限が切れたため、2017年6月に商品の内容と商品名を『ビバリッチ』へと変更した。
2023年11月6日より復刻版『ビバオール』と『ビバオール マルチパック』を販売。アイスの形は長方形でいちごミルク味、中に粘度のあるいちごソースが入っている。先端のコーティングはない。

## 特徴
セイヒョーの復刻版の形状は通常の四角（箱入りはホームランバー状）であるが、しまかげ時代は細長い三角形の表面は淡い桃色のイチゴクリームのラクトアイスで、先端のコーティングされた部分には濃い赤色のイチゴジャムが入っていたアタリ付きのアイスであった。

## アタリのシステム
棒の焼き印により、もう1本貰えるシステムが採られていた。1970年代は、「ビバ」、「オール」、「ビバオール」の3種の焼き印があった。前者の焼き印を2本組み合わせて「ビバオール」を揃えるか、後者が出ればもう1本貰えたが、1980年代以降には「ビバオール」の焼き印のみとなった。また「ビバビバ」「オールオール」の焼き印もあった。当然両者がそろえば2本もらえた。店舗によっては「ビバ」、「オール」の焼印だけでも一本貰える所もあった。